# Jarabá
Jarabá (in tedesco Briegarten; in ungherese Jarabó) è un comune della Slovacchia facente parte del distretto di Brezno, nella regione di Banská Bystrica.

## Storia
Tipico insediamento minerario, citato per la prima volta nel 1271, quando vi giunsero anche minatori tedeschi da Banská Bystrica, per lo sfruttamento delle locali miniere d'argento, il villaggio si sviluppò soprattutto a partire dal 1540, con l'estrazione del ferro delle vicine montagne, attività che durò fino al XIX secolo. In quel periodo, la città di Banská Bystrica fondò numerose fucine nel villaggio.